# Agave aurea
Agave aurea är en sparrisväxtart som beskrevs av Townshend Stith Brandegee. Agave aurea ingår i släktet Agave och familjen sparrisväxter. Inga underarter finns listade i Catalogue of Life.